# Esperanza (Dominicaanse Republiek)
Esperanza is een gemeente (66.000 inwoners) in het noordwesten van de Dominicaanse Republiek, in de provincie Valverde. De plaats ligt zo'n 15 kilometer van Mao, de hoofdstad van de provincie.
Tijdens zijn tweede reis, in 1494, stichtte Christoffel Columbus Fort Esperanza, nabij het huidige Esperanza. Een jaar later stichtte Bartolomé Columbus aan de voet van het fort een nederzetting met de naam Esperanza. Door migratie raakte deze nederzetting tussen 1500 en 1504 totaal verlaten. In 1605 werd in Esperanza een boerderij gesticht. Sindsdien is de plaats weer bewoond.
De plaats is sterk afhankelijk van de landbouw. Een belangrijk product is melk.

## Bestuurlijke indeling
De gemeente bestaat uit vijf gemeentedistricten (distrito municipal):
Boca de Mao, Esperanza, Jicomé, Maizal en Paradero.